# Eucropia pallirena
Eucropia pallirena là một loài bướm đêm trong họ Noctuidae.